# 軍人

ナポレオン・ボナパルト。国民軍創設の先駆け。

軍人（ぐんじん、英: Military Personnel、羅: miles、ミーレス）は、軍隊の構成員。

## 定義
当該国家の正規の軍事組織に所属し、正規の軍事訓練を受け、国家により認められた階級を与えられた者を指す。軍人は国際法上、敵対勢力を破壊する権利（交戦権。ただし交戦権なる用語は主に日本でのみ使用される）を持つ。また、敵対勢力に投降した場合には、捕虜として基本的人権が保障される。
文民（シビリアン、文官とは異なる）や民間人の対義語として用いられる。軍属は原則として、文官（雇員・傭人等を含む）であり軍人とは異なる。
軍人としての籍を兵籍、軍籍などといい、軍人としての履歴を軍歴という。
武官は軍人のうち、官吏でもある職業軍人を指し、徴兵された者は含まない。

## 歴史

### 西洋
西洋史上、近代以前においては（たとえば日本では「軍人」を「いくさびと」と訓じるように）ミーレスは戦闘を行う者を幅広く指していた。封建制の下では、兵と住民の区別、また士官と騎士・貴族・官僚の区別は基本的に存在しなかった。
絶対王政成立以降、国家の権力が中央に集められてゆき、貴族と土地、住民の関係が分断されることによって、軍事のみに関わる貴族（軍事貴族）等が出現し、王の軍隊として編成されていった。
その後、国民国家の成立や市民革命を経て、軍隊の性質が国民軍に変化し、近代的軍人が成立した。その代表格がグランダルメ（大陸軍）を率いたナポレオンであり、プロイセン陸軍を改革したシャルンホルストである。
現在でも少なくとも名目上は「王の軍隊」としての性質が色濃い近代軍も存在する。例えば、英軍は「国王陛下/女王陛下の軍隊」（英: His/Her Majesty's Armed Forces）、「王冠の軍隊」（英: Armed Forces of the Crown）である。

### 中国
古代中国では、武官（軍人）は武科挙で採用されていたが、科挙で選出される官僚（文官）よりも低いものとみなされ、同じ位階でも文官は武官に対する命令権を持っていた。戦国時代には「士大夫」は軍人を指していたが、戦国末期の荀子は「士大夫」を儒家道徳を備えた官僚を指す語に転用した。漢代までには官僚を指す語として定着し、軍人という原義は忘れられた。

### 日本

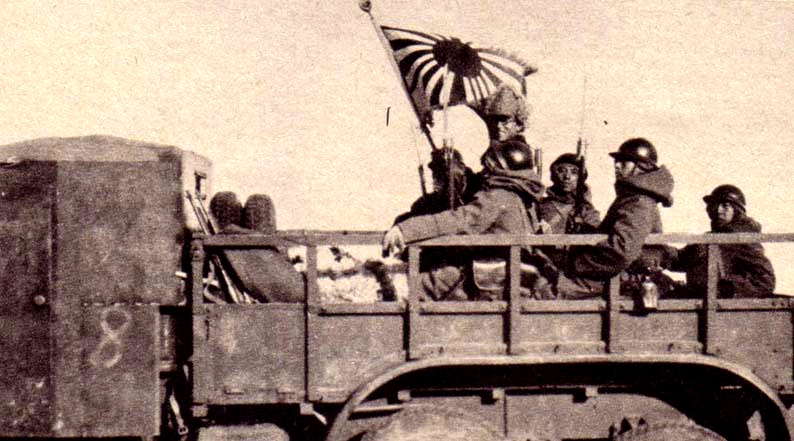
大日本帝国陸軍の軍人と軍旗。1931年（昭和6年）撮影。

平安時代から幕末期まで存在した武士（侍）は戦闘を家業とする家系にある男子の身分であり、従えている下級の戦闘員は雇用や臨時徴用された者だった。
明治維新により既存の武士（侍）とは異なる位置づけの近代的軍人が成立したが、草創期の帝国陸海軍の高級軍人の殆どは旧武士層の出身であり、例えば陸軍の山県有朋は長州藩士、海軍の東郷平八郎は薩摩藩士である。下級軍人も下級武士の出身者が多くいた。また、幕府陸軍、幕府海軍は近代軍と見做される。
自衛隊は「陸海空軍その他の戦力は、これを保持しない」と定めた日本国憲法第九条に従い、自衛のための必要最低限の実力組織と定義されているが、中山太郎外相が国会答弁で「自衛隊は、憲法上必要最小限度を超える実力を保持し得ない等の厳しい制約を課せられております。通常の観念で考えられます軍隊ではありませんが、国際法上は軍隊として取り扱われておりまして、自衛官は軍隊の構成員に該当いたします」と述べているように、国際法上は軍人として扱われる。

## 分類

### 軍種による分類
陸海空軍の三軍種（英: tri-service）の他、海兵隊（海軍陸戦隊）、国家憲兵隊、沿岸警備隊、宇宙軍等が存在する。
- 陸軍軍人（英: soldier[注 2]）
- 海軍軍人（英: sailor/seaman[注 3]）
- 空軍軍人（英: airman[注 4]）
- 海兵隊員/海軍陸戦隊員（英: marine[注 5]）
- 国家憲兵隊員（英: gendarmerie）
- 沿岸警備隊員（英: coast guard）

なお、沿岸警備隊員は、米国等では軍人（武官組織）扱いだが、例えば日本の海上保安官は警察官扱いである。また、そもそも十分な装備を有する独立した沿岸警備隊を持つ国は日本（海上保安庁）、韓国（海洋警察庁）、中国（海警局）、米国など少数である。英国のように海軍がその業務を担う国やブラジルの様に沿岸警備隊が海軍の一部隊に過ぎない国も多い。

### 役種による分類
- 現役（英: active duty）
- 予備役（英: reserve）
- 退役（英: veteran）

### 階級による分類
軍人はその軍隊における階級によって大きく以下のように大別される。
- 士官/将校（英: (commissioned officer）
  - 将官（英: general officer, flag officer）
    - 将軍（英: general） - 陸軍等[注 6]の将官、狭義には大将（英: full general）。
    - 提督（英: admiral） - 海軍等[注 7]の将官、狭義には大将（英: full admiral）。

  - 佐官（英: senior officer）
  - 尉官（英: junior officer）
- 准士官（英: warrant officer、WO）
- 下士官（英: non-commissioned officer、NCO）
- 兵（英: enlisted[注 8]） - 下士官の下に位置し、比較的に若い人材が2年程度の任期制で採用されることが多い。軍隊の末端にあたる。

## 責任
軍人は戦争という国家の緊急事態において、場合によっては負傷、死の危険もある最前線に出て職務を遂行することが求められる。その業務の性質上、「無制限の責任」を負うことが求められる。ゆえに軍人は緊急事態において生命の危機を賭してでも職務に当たることが必要である。交戦においても、その行動には交戦規定によって制約される。また、平時においても、緊急事態に速やかに対応出来るように居住可能な地域を限定され、秘密保守や品位の維持なども、その職業の性質上求められる重要な責任である。

## 制度
軍人の制度として、国民にある一定期間軍隊に入ることを義務化する徴兵制と、募集を行い志願者を募る志願制がある。
国民国家の成立期や総力戦である世界大戦の時代においては徴兵制が広く採用されていた。安全保障上、また軍事地理的に危険度の高い地理に位置する国家では現在でも徴兵制が行われている場合が多い。ただし、徴兵制といえどもその内容は国によって千差万別であり、兵員削減中で志願者のみで定員を充足していたり（中華人民共和国など）、良心的兵役拒否が認められて合法的な代替役務制度が確立されて、実質的に志願兵制と変わらない国が多い（北欧諸国など）。一方、国民皆兵に近い厳格な制度を採る国は現在では北朝鮮、韓国、イスラエル、トルコなど少数に留まる。また比較的に安全な地理的環境にあり、また軍事的な緊張が高まっていない国家では志願制が採られる傾向が認められる。
徴兵・志願いずれも、基準に満たない者は不採用となる。義務である徴兵制の場合は不平感の原因となり、しばしば免除者への非難につながる。

## 教育訓練
軍人が受ける教育訓練（軍事教育、軍事訓練）は、個人及び部隊の軍事的な能力を向上させるためのものであり、その内容は階級によって大きく異なる。現場で行動する兵卒や下士官が学ぶべき事項としては基本教練、銃器の分解結合、格闘や射撃などの戦闘技術、通信技術や野外衛生などが挙げられる。
また部隊を指揮する士官の学ぶべき事項としては前述した基本教練などに加えて、戦術学や戦史などの軍事学がある。軍事学以外の学科は普通学と呼ばれ、重要なものとして物理学や数学など理科系の自然科学が挙げられる。